# Liaocseng
Liaocseng (egyszerűsített kínai írással: 聊城; pinjin: Liáochéng) prefektúra szintű város Kínában, Santung tartományban. Lakosainak száma 5 952 128 fő (2020).

## Népesség
| 2010 | 5 789 863 |
| 2020 | 5 952 128 |

## Testvérvárosok
- Naberezsnije Cselni